# 복숭아
복숭아(학명: Prunus persica)는 장미과 벚나무속에 속하는 복사나무의 열매로, 단맛이 풍부하고 과즙이 많아 전 세계에서 널리 섭취된다. 원산지는 중국 화북의 산시성과 간쑤성의 해발 600 ~ 2,000m 고원 지대이다. 복사나무는 복숭아나무라고도 부르며, 갈잎 작은키 나무다. 대한민국에서 사과나무, 감나무, 귤나무, 포도나무에 이어 많이 기르는 과일나무다.
복숭아(peach, Prunus persica)와 천도복숭아(승도라고도 함, nectarine,  Prunus persica var. nucipersica)가 있으며. 복숭아는 다시 흰 꽃이 피는 백도(Prunus persica for. alba Schneider)와 홍도(Prunus persica for. rubro-plena Schneider)로 나눌 수 있다.

## 외관
복사 나무의 높이는 약 4.5-7.5m에 이르고 잎은 긴 피침형으로 끝이 뾰족하며 가장자리에 톱니가 있다. 초봄에 잎보다 먼저 피는 꽃은 연분홍빛이고 묵은 가지에서 핀다. 열매는 4-5월에 익는다.

### 복사꽃

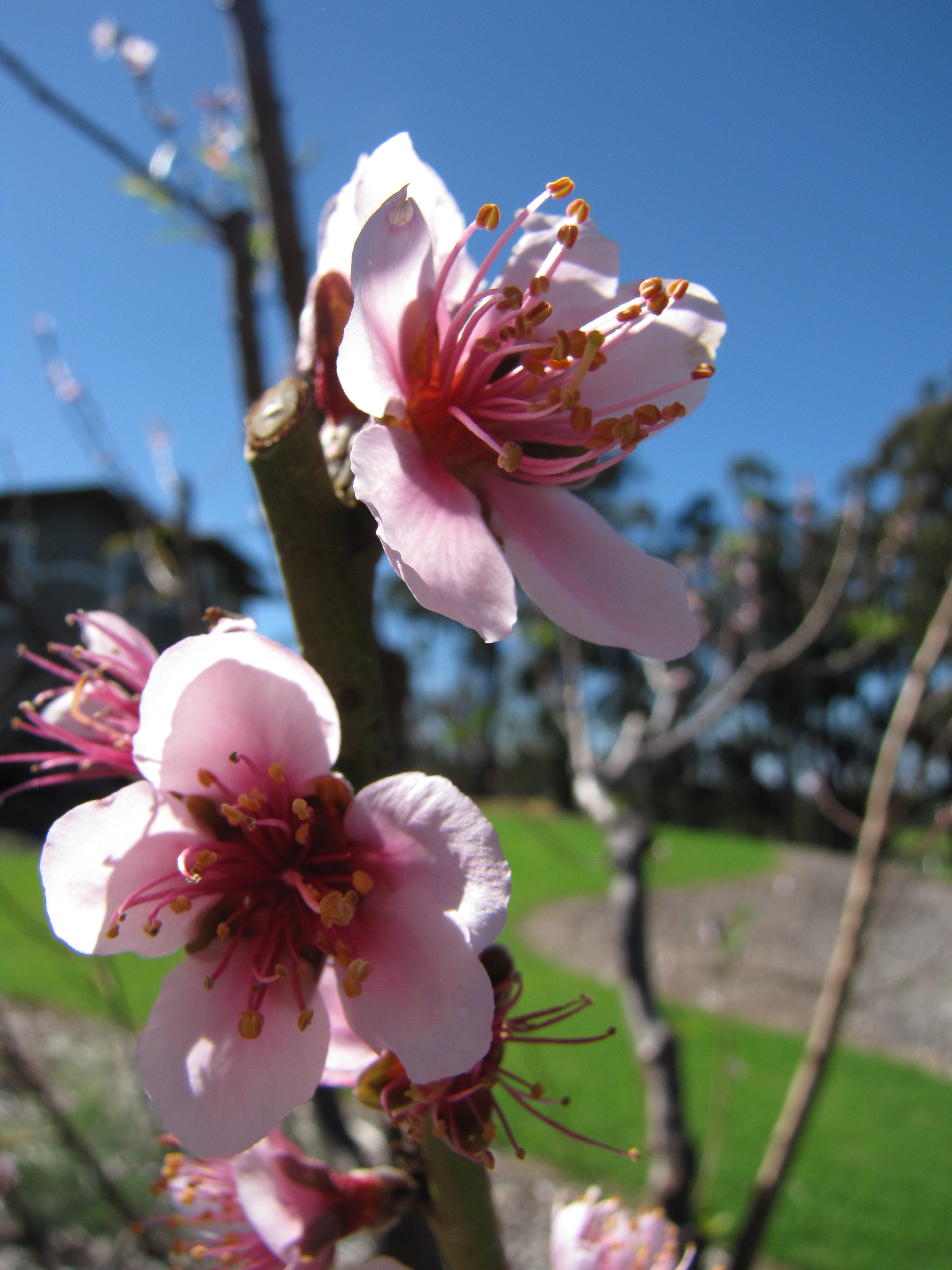
복사꽃

복사꽃은 한두송이 정도 무리 지어 피며, 보통 잎이 나기전에 핀다.꽃은 흰색부터 빨간색까지 다양한 색을 띠지만, 복숭아 열매를 맺는 품종은 주로 2~3.5cm의 분홍색이나 빨간색 꽃을 피우는게 일반적이다. 관상용 꽃은 겹꽃, 반겹꽃 또는 이색 꽃을 피우기도 한다.

## 기후
연평균 기온이 12-15 °C의 범위의 건조한 지역에서 좋은 과일을 생산할 수 있다. 묘목은 늦가을 땅이 얼기 전에 심거나 봄에 땅이 풀리면 바로 심는다. 복숭아나무는 1년생 가지의 곁눈에 꽃눈과 잎눈이 겹으로 생긴다. 가지의 끝눈은 언제나 잎눈이며, 꽃눈은 열매만 맺는다.

## 재배
다른 과수와 사실상 마찬가지로 열매 솎기를 하는데, 제1회는 꽃이 핀 뒤 20-25일쯤에 하고, 제2회는 6월 중순 쯤에 한다. 봉지 씌우기는 늦은 품종에 한해서 열매솎기가 끝나면 바로 실시한다. 복숭아 나무는 재식한 뒤 2, 3년째부터 결실을 시작하여 6~7년째 성과기가 되며 20~30년이 되면 수명이 다한다. 복숭아 나무의 열매인 복숭아는 모양이 둥글고 빛깔이 다양한 식용 과일이다. 과육은 흰색, 불그스름한 색, 노란색 등을 띤다. 우리나라에서 재배되고 있는 복숭아 나무의 품종으로는 백도, 황도, 대구보 등을 들 수 있으며 그 밖에 창방조생, 기도백도, 중진백도 등을 들 수 있다.

## 쓰임새
과육은 통조림, 잼, 말린 복숭아 등 다양하게 사용된다. 과일 한가운데에 들어 있는 씨는 단단하고 골이 패었다. 씨는 도인(桃仁)이라 부르며 약재로 쓰인다. 전 세계적으로 재배 되는 낙엽성 과수의 열매 중에서 사과와 배 다음으로 널리 소비된다.

## 부작용
복숭아는 알레르기를 일으키는 음식으로 유명하다.
복숭아 털의 알러지와 복숭아 자체의 알러지로 구분되며, 복숭아를 먹으면 구토나 어지러움을 일으킨다. 또 복숭아나 자두의 껍데기에 닿이면 입술이 붓거나 따가움, 가려움 등의 증상이 일어난다. 만약 알레르기가 일어났다면 가까운 병원으로가 진찰을 받고 증상이 약할시 집에서 휴식을 취해야 한다.
복숭아씨에는 일부 주의해야 할 사항들이 있다. 가장 중요한 것은 복숭아씨에 포함된 아미그달린 성분이다. 아미그달린은 체내에서 시안화물로 전환될 수 있어, 과다 섭취 시 시안화물 중독의 위험이 있다. 따라서 하루에 섭취하는 복숭아씨의 양을 제한하는 것이 중요하다.

## 복숭아를 모티브로 한 캐릭터
- 카카오 프렌즈-어피치
- 쿠키런-복숭아맛 쿠키

## 문화
- 한국에서 복숭아는 귀신을 쫓는 과일로 여겨서 집안에는 복숭아나무를 심지 않고, 또한 복숭아를 제사상에 올리면 조상신이 도망간다고 하여 올리지 않는다.[2]
- 조치원 복숭아 축제는 2003년부터 시작된 세종특별자치시의 지역축제로 매년 8월에 개최된다.

## 갤러리

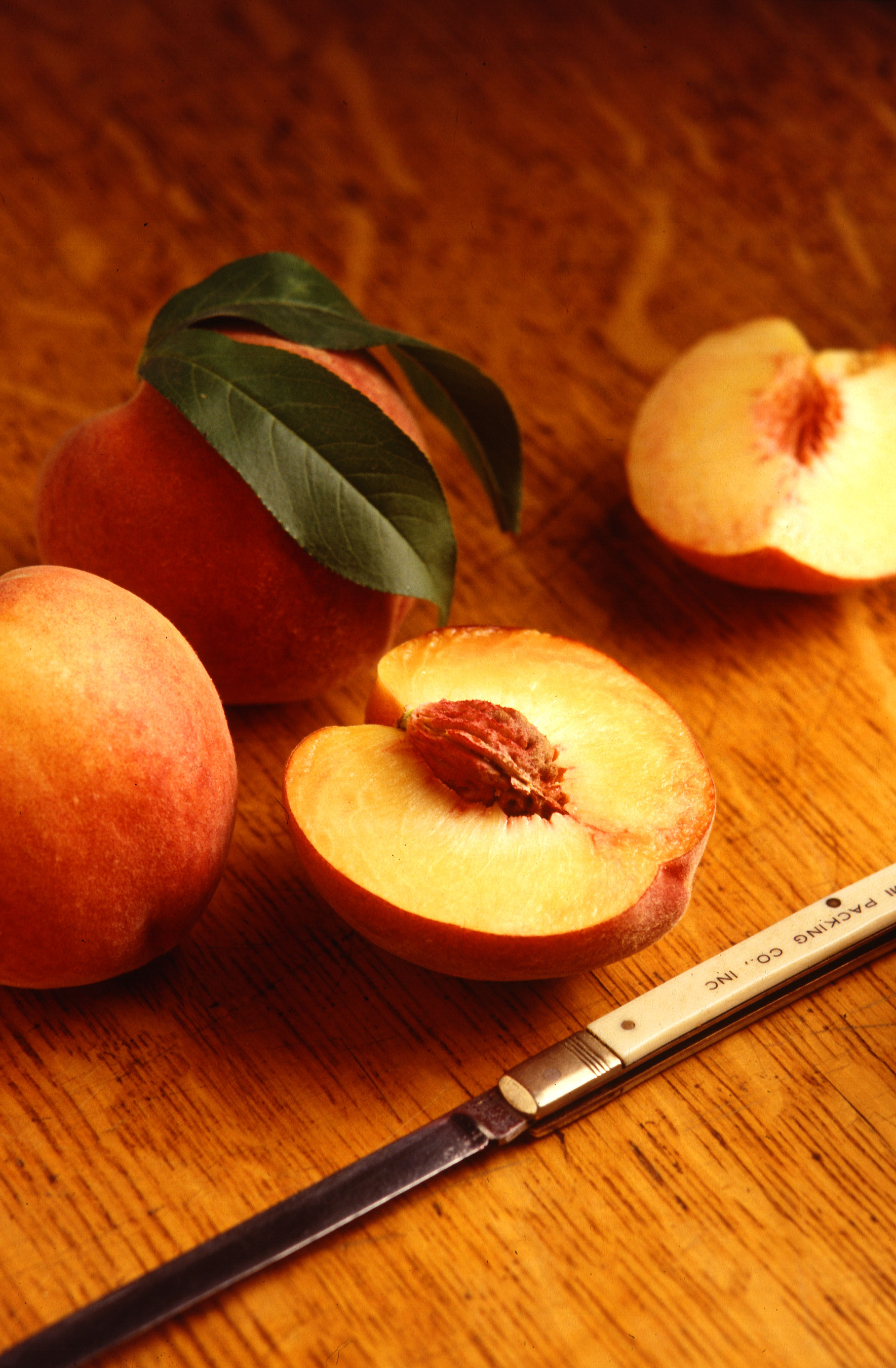
플레보 크레스트(flavorcrest) 복숭아
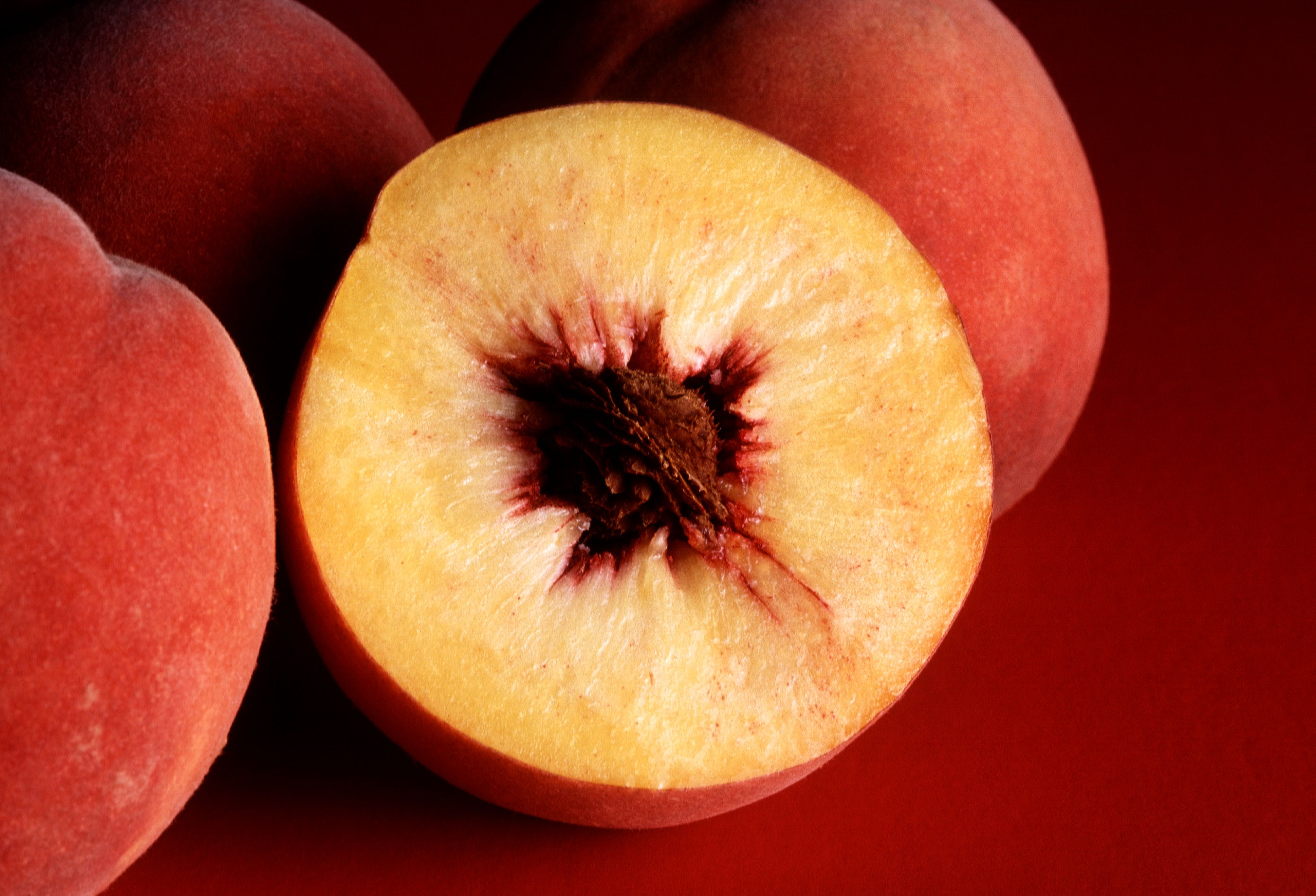
가을 홍도(紅桃)복숭아
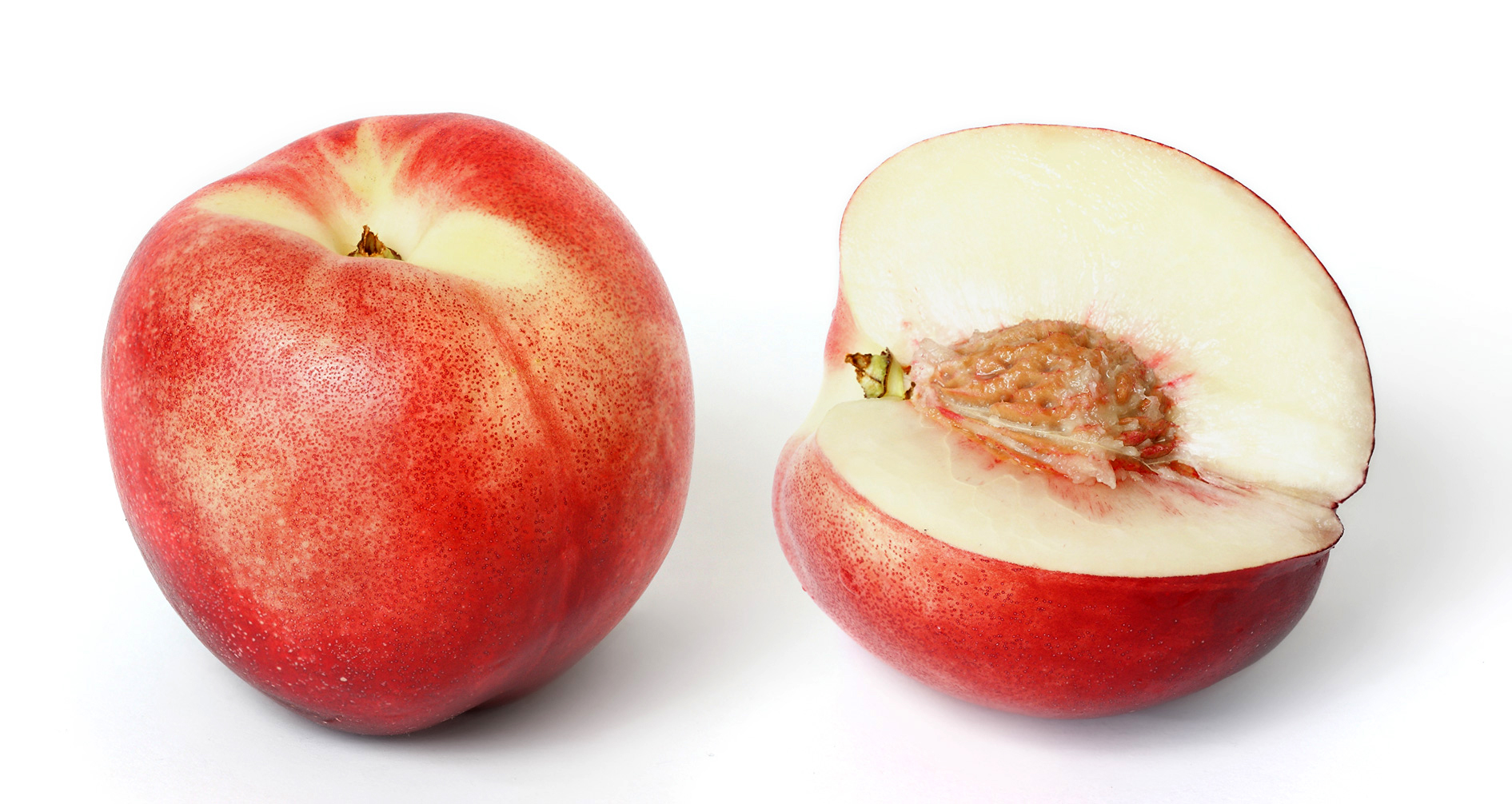
천도복숭아
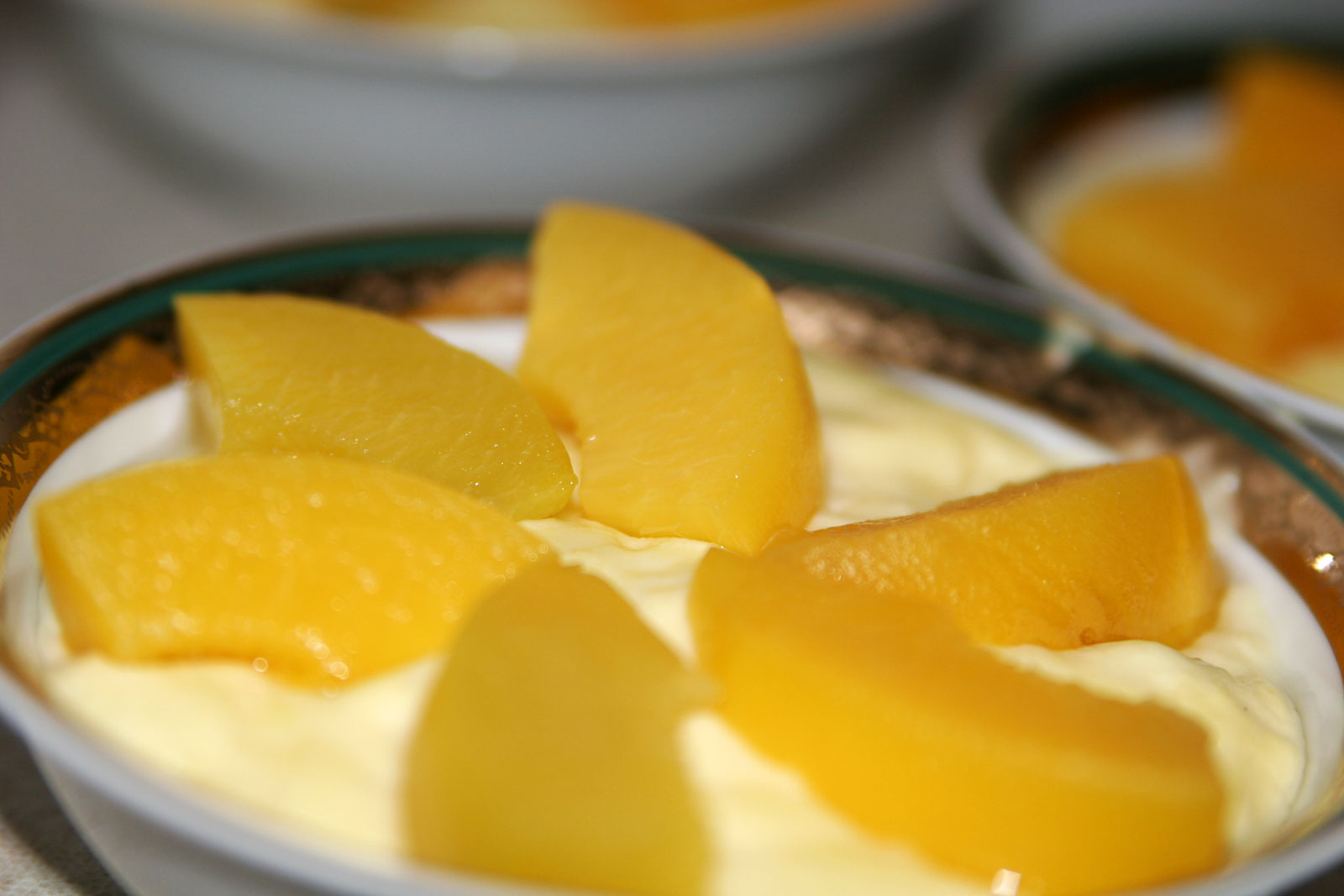
복숭아로 만든 후식
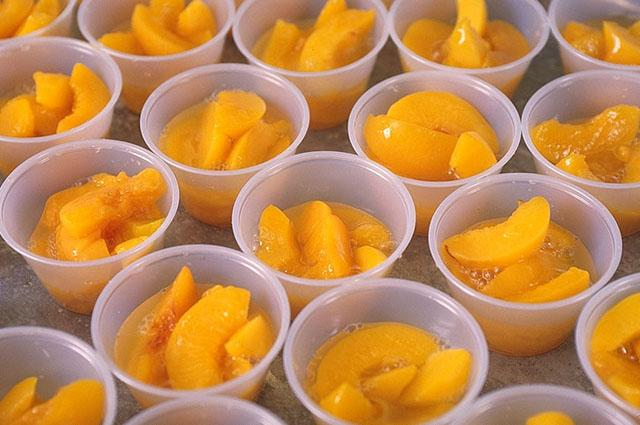
시럽에 든 복숭아
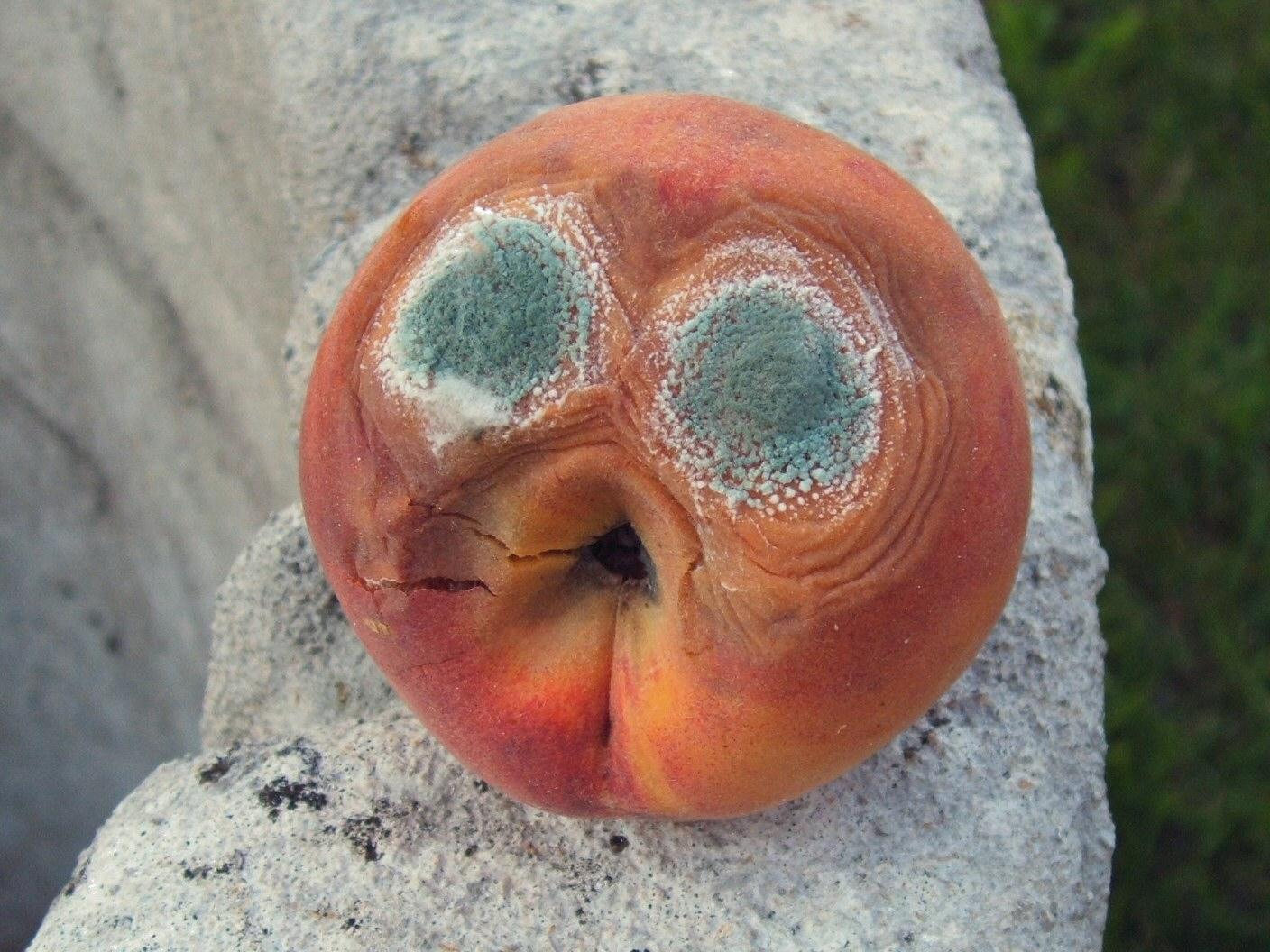
곰팡이가 핀 복숭아
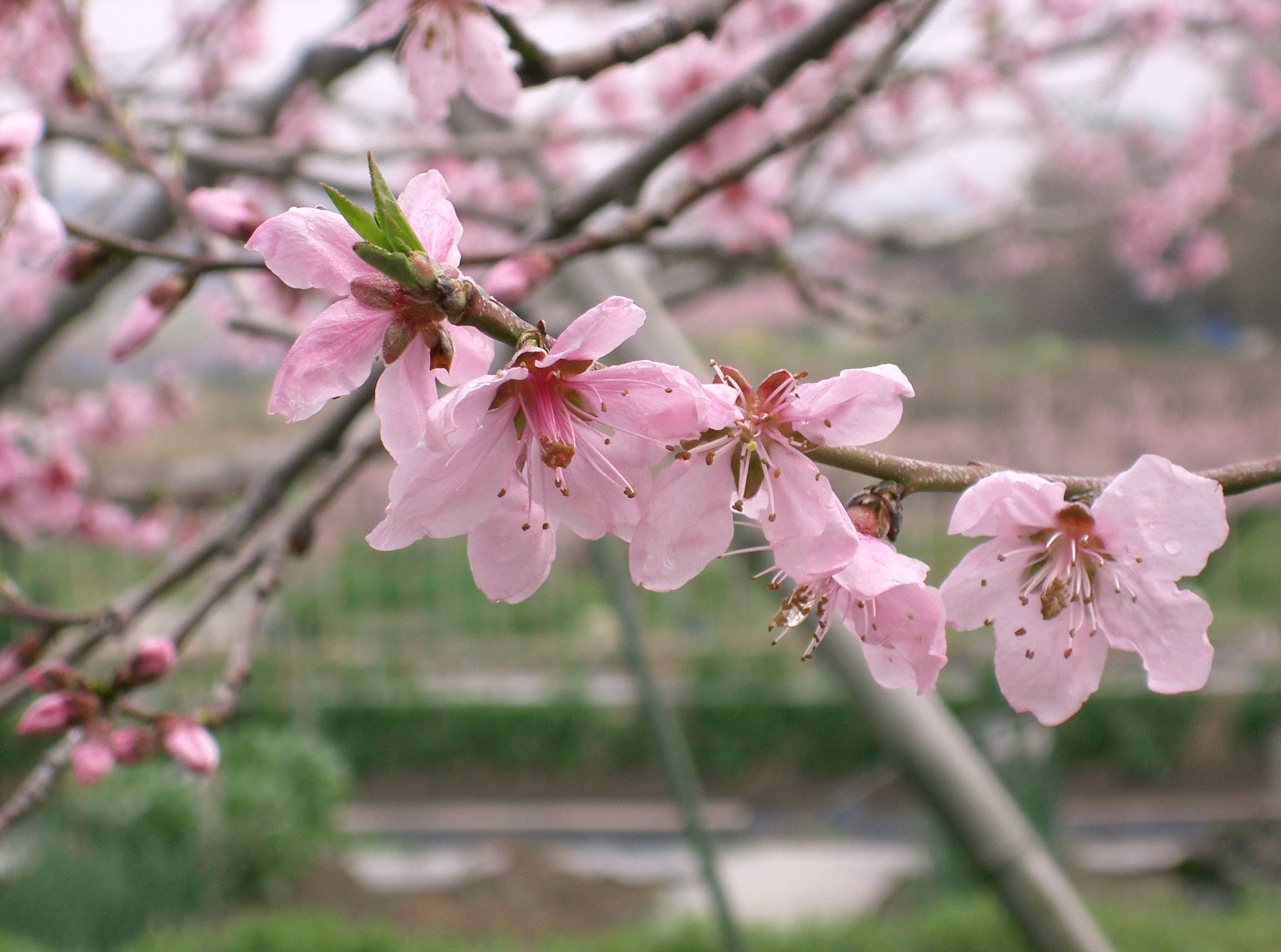
복사꽃
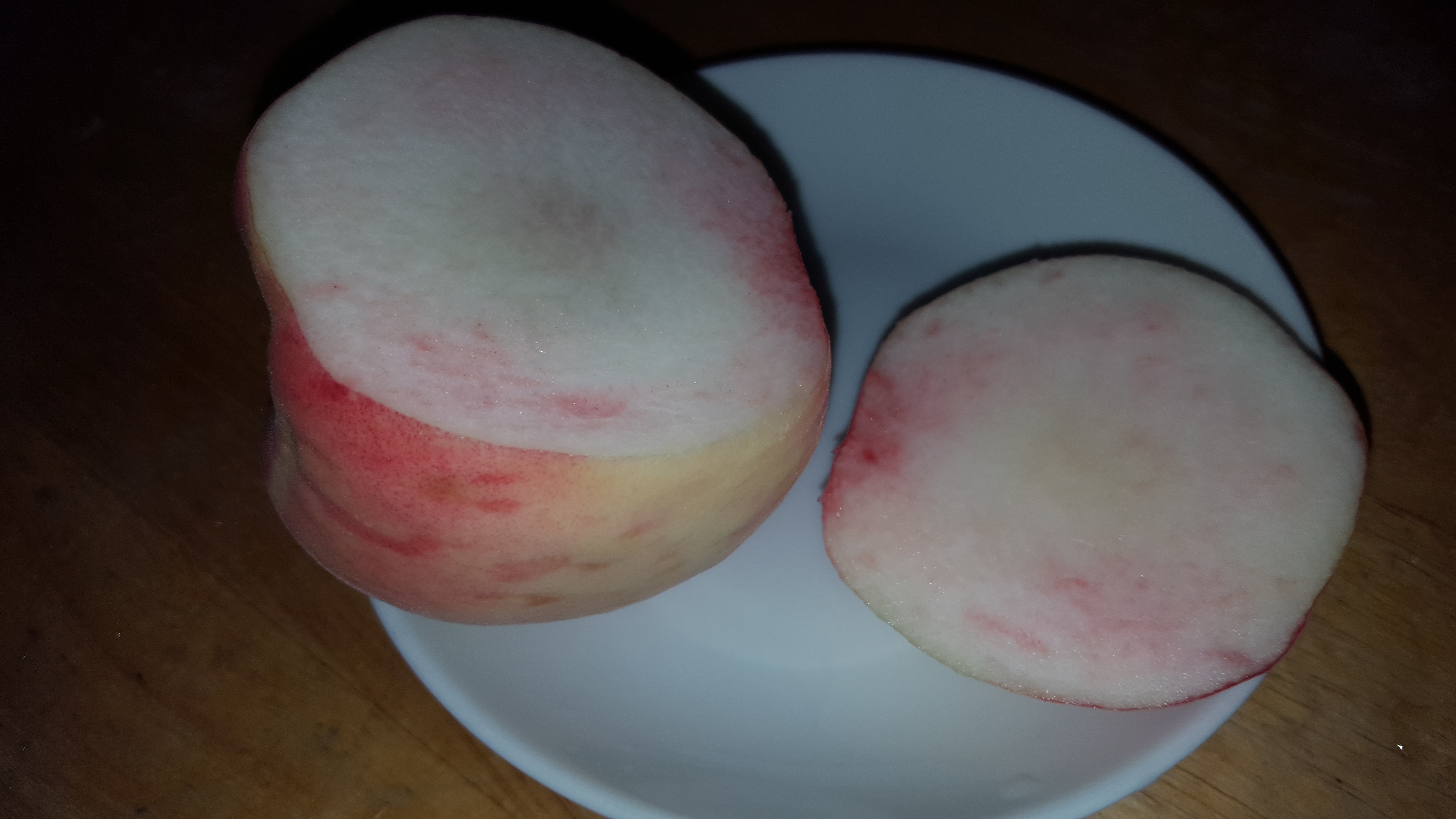
복숭아를 자른 모습

## 같이 보기
- 납작 복숭아
- 살구나무
- 자두나무
- 아몬드